# RFA Black Ranger
RFA «Блек Рейнджер» (англ. RFA Black Ranger) — британський нафтовий танкер, побудований компанією Harland and Wolff на верфі Говані у Шотландії. 22 серпня 1940 року був спущений на воду, активно залучався до воєнних дій за часів Другої світової війни.

## Історія

### Участь в операціях британських командос
26 грудня 1941 року британські командос провели рейд на узбережжя Норвегії: No. 12 Commando атакувала Лофотенські острови за планом операції «Анкліт» за підтримки 22 кораблів та суден трьох флотів. У той час німецькі військовики переважно святкували наступне свято після Різдва — День подарунків. Протягом двох діб оперативна група флоту та командос утримували низку важливих об'єктів на островах, зокрема вивели з ладу 2 ворожі радіостанції та потопили декілька суден.
На патрульному кораблі Geier британці захопили деталі та документи кодування до шифрувальної машини «Енігма». Оперативна група повернулась без втрат, маючи на борту понад 200 норвежців, що приєднались до Руху опору й вступили до Норвезьких Вільних сил. Британці вважали операцію успішною, однак вивчили один урок — у майбутньому вони ніколи не проводили такого роду операцій без повітряної підтримки.

### Післявоєнний час
18 листопада 1960 року під час проведення навчань неподалік від Портленда допоміжний флотський танкер «Блек Рейнджер» випадково наразився на британський підводний човен «Туле», що плив на перископній глибині. «Туле» зазнав серйозних пошкоджень і був утилізований.
1973 році танкер «Блек Рейнджер» був виведений зі складу сил Королівського допоміжного флоту і виставлений на продаж. Грецька компанія викупила його та перейменувала на Petrola XIV, а з 1976 року — на Petrola 14.